# 24 Hour Roadside Resistance
24 Hour Roadside Resistance è un album in studio del gruppo ska-punk statunitense Against All Authority, pubblicato nel 2000.

## Tracce
1. 24 Hour Roadside Resistance – 1:57
2. Dinkas When I Close My Eyes – 1:40
3. Pestilent Existence – 2:18
4. Committing the Truth – 1:58
5. Nothing to Lose – 2:18
6. I Think You Think Too Much – 2:15
7. The Next Song – 3:28
8. Ugly Desires – 1:46
9. Killing the Truth – 2:51
10. Policeman – 1:45
11. I'm Weak Inside – 2:39
12. Stuck in a Rut – 2:30
13. The Excuse – 1:38
14. The Source of Strontium 90 – 5:08